# Вілл Гікок Лоу
Вілл Хікок Лоу (Will Hicok Low, 31 березня 1853 р – 27 листопада 1932) або Вілл Гікок Лоу — американський художник, монументаліст і автор мистецтва.

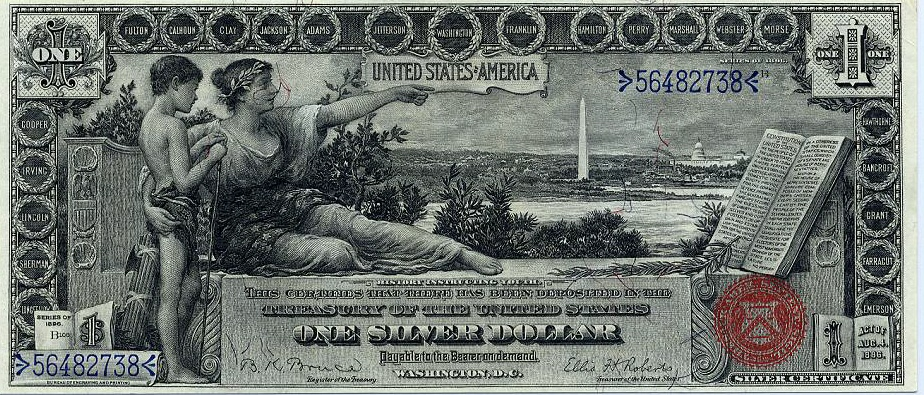
Аверс номіналом 1 долар США 1896 року, розроблений Лоу

Лоу народився в Олбані, Нью-Йорк. У 1873 році він вступив до майстерні Жана-Леона Жерома в Школі витончених мистецтв у Парижі, згодом приєднався до класів Каролюса-Дюрана, з яким він залишався до 1877 року. Повернувшись до Нью-Йорка, він став членом Товариства американських художників у 1878 році та Національної академії дизайну в 1890 році. Його фотографії типів Нової Англії та ілюстрації Джона Кітса зробили його відомим. 

## Кар'єра
Низько виконані панелі та медальйони для готелю Waldorf-Astoria у Нью-Йорку, панель для будівлі суду округу Ессекс у Ньюарку, Нью-Джерсі⁣, а також численні панелі для приватних резиденцій і вітражі для різних церков, у тому числі Методистської церкви св. Єпископальна церква, Ньюарк. 

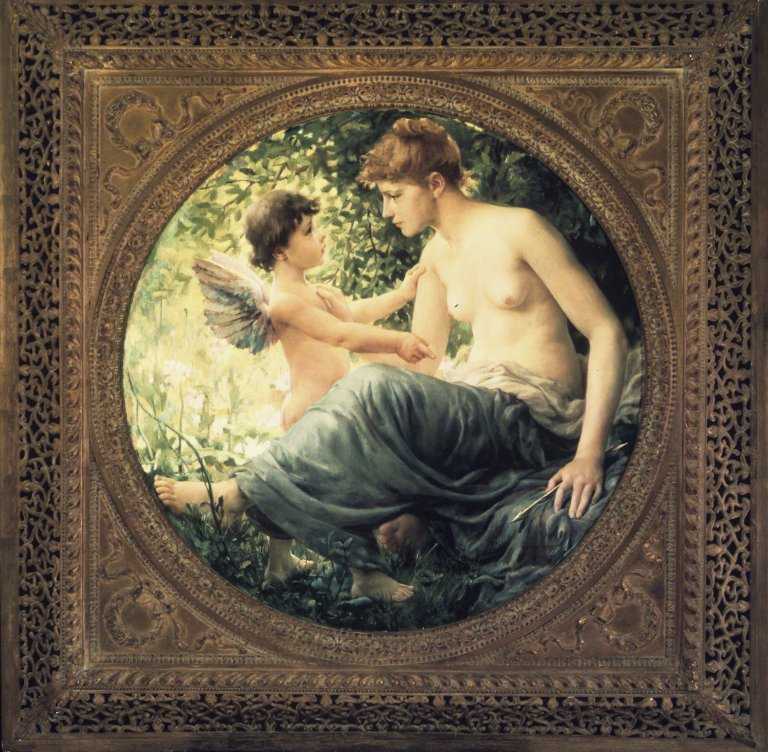
Знезброєне кохання, 1889. Бруклінський музей

Він був інструктором у школах Cooper Union, Нью-Йорк, протягом 1882-1885 років, і в школі Національної академії дизайну з 1889 по 1892 рік. Лоу, який відомий широкому колу як друг Р. Л. Стівенсона, опублікував деякі спогади, «Хроніка дружби, 1873-1900» (1908).  Лицьова сторона срібного сертифіката Сполучених Штатів «Історія навчання молоді» була його роботою. Його малюнок був використаний для аверсу банкноти та. Гравіювання аверсу однодоларової банкноти History Instructing Youth виконано Чарльзом Шлехтом.  У 1896 році він почав працювати на американського художника Джона Ла Фаржа. Він провів два роки в Нью-Йорку, працюючи в La Farge, прикрашаючи будівлі. 
Після смерті Берти в 1909 році він одружився з Мері Фейрчайлд, колишній дружині скульптора Фредеріка Вільяма МакМонніса. 
Він створив серію фресок у ротонді Департаменту освіти штату Нью-Йорк в Олбані. Використовуючи фігури та символи з римської та грецької міфології разом із будівлями та пейзажами Нью-Йорка, митець окреслює ключові етапи розвитку людства — з точки зору мистецтва, науки, технологій, модернізації, свободи, демократії та якості життя. Найперші панелі, такі як «Архітектура», «Астрономія та географія» та «Медицина та хімія», поєднують теорію з практичними навичками. Інші вісім, включаючи Тесея та Слідохід, демонструють сучасні винаходи, щоб показати, наскільки далеко просунулося людство до початку 20 століття. Останні картини відображають патріотичну тему з такими сюжетами, як «Стандарт», «Військова академія Сполучених Штатів» і «Шахти Союзу». У сукупності ці картини, які спочатку прикрашали входи до Головного читального залу Державної бібліотеки, Юридичної бібліотеки та Бібліотеки періодичних видань, доповнюють архітектурну велич Ротонди та її ауру інтелектуального просвітлення. 